# Sinum zonale
Sinum zonale is een slakkensoort uit de familie van de Naticidae. De wetenschappelijke naam van de soort is voor het eerst geldig gepubliceerd in 1832 door Quoy & Gaimard.